# Coloradoa tanacetina
Coloradoa tanacetina är en insektsart som först beskrevs av Walker 1850.  Coloradoa tanacetina ingår i släktet Coloradoa och familjen långrörsbladlöss. Arten är reproducerande i Sverige. Inga underarter finns listade i Catalogue of Life.